# Te szent ég!
A Te szent ég! (eredeti címe: Um Himmels Willen  német vígjátéksorozat, amely Németországban óriási sikert aratott. 2002 óta napjainkban is fut a képernyőn.
A magyar változatot először az M1 hétköznaponként 18.30-kor vetítette. Másodszor 2009. január-február hónapjában, délelőttönként, ismételte meg a 2. sorozatot.

## Története
|  | Alább a cselekmény részletei következnek! |

Fritz Wepper és Jutta Speidel mindenkit szórakoztató sorozatában Wolfgang Wöller Kaltenthal polgármestere a kaltenthali kolostorból kongresszusi központot akar csinálni. Ezt Hermann Huber építési vállalkozó támogatja. De ha Wöllernek nem sikerül, tönkremegy, és Huber is képes lenne megölni. Lotte zárdafőnöknő mindent megtesz, hogy ez ne következzen be. Aztán Sophie és Barbara is barátok lesznek. De Richter doktorba beleszeret Barbara, egy novícia. A fogadalomtétel napján aztán úgy dönt, nem akar apáca lenni, és inkább hozzámegy Richterhez, aki az esküvő napján autóbalesetben meghal. Eközben egy sor dolog történik Wöller és Lotte között. Agnes nővér pedig egy híres likőrt kezd el gyártani. A Tisztelendő Anya is beszáll a mókába, aki még meg is akadályozza, hogy Lotte nővér elérje célját: Sophie-t elküldi a dél-amerikai misszióba, és így el kell mennie Barbarától, aki összeházasodott Bahmann-nal. Itt aztán bonyolult lesz a dolog. Felicitas nővérnek pedig háziállatot kell orvosa szerint tartania. Gyűlöli az állatokat, de rátalál Rézire, a teknősre. Felicitas, Agnes és Barbara elkezdenek szervezkedni. Eközben Gina nővér is a kolostorba érkezik, és ellesi a főzőtudományát Agnestől. Mayer őrmester mindig segít az apácáknak, ahogy ők is neki. Így Wöller úr neki is ellenségévé válik. Mayer aztán egyszer rajtakapja, hogy ittasan vezet, és bevonja a polgármester jogosítványát, aki ezért aztán megharagszik, de remek ötlete támad. Mayert kisajátítja magának, és magánsofőrjének alkalmazza. Lotte nővér tönkreteszi aztán Wöller karrierjét, és hol lelöki a polgármesteri székről, hol meg játszik a félelmeivel. Ám Wöller úr szerelmes lesz ellenfelébe, képtelen beismerni, hogy nem jöhetnek össze. Így tovább folytatódnak a harcok, és kiderül, hogy Wöller úr fél a bezártságtól, fél az oltástól, a vérvételtől, és egyebektől…